# The Jarmels
The Jarmels was een Amerikaanse vocale doo wop/rhythm-and-bluesgroep, bestaande uit vijf zwarte zangers afkomstig uit Richmond (Virginia): Nathaniel Ruff, Ray Smith, Paul Burnett, Tom Eldridge en Earl Christian. Ze zongen al jaren samen in hun lokale school en kerk, toen Jim Gribble, de manager van onder andere The Mystics en The Passions, hen in 1961 een platencontract bezorgde bij Laurie Records uit New York. In maart van dat jaar kwam hun eerste single uit, "Little Lonely One", die een lokale hit werd in New York.
De opvolger, "A Little Bit of Soap" werd een nationale hit in de Verenigde Staten. Het nummer, geschreven door Bert Berns, kwam binnen op nummer 89 in de Billboard Hot 100 voor de week eindigend op 6 augustus 1961. De volgende week was het er weer uit verdwenen, maar de week nadien kwam het opnieuw binnen op nummer 67 en het klom tot nummer 12 (24 september).
Hoewel ze daarna nog vier singles uitbrachten, bleef "A little bit of soap" de enige hit voor The Jarmels. Het nummer werd gecoverd door o.m. de Engelse zanger Jimmy Justice (1961), soulzanger Garnet Mimms (1965), the Exciters, die er in 1966 een hit mee hadden (nummer 58 in de VS), en Paul Davis die er in 1970 een hit mee scoorde (nummer 52 in de VS). Nigel Olsson, de voormalige drummer van Elton John, had er een top-40 hit mee in Billboard's Hot 100 in 1979. In 1978 haalde de versie van de Engelse popgroep Showaddywaddy de top-5 in Groot-Brittannië.
De laatste single van de Jarmels was "Come on girl" uit 1963. De groep ging nog een aantal jaren door, met wisselende bezetting. Major Harris, de zanger die later bij The Delfonics zou zingen vooraleer solo te gaan, was ook een tijdlang lid van de groep.

## Discografie

### Singles
- " Little Lonely One / She Loves To Dance" (Laurie 3085, 1961)
- "A Little Bit Of Soap / The Way You Look Tonight" (Laurie 3098, 1961)
- "I'll Follow You / Gee Oh Gosh" (Laurie 3116, 1961)
- "Red Sails In The Sunset / Loneliness" (Laurie 3124, 1962)
- "One By One / Little Bug" (Laurie 3141, 1962)
- "Come On Girl / Keep Your Mind On Me" (Laurie 3174, 1963)

### CD
Alle singles, plus twee onuitgebrachte nummers: "Why Am I A Fool For You" en "You Don't Believe A Word I Say", zijn op CD uitgebracht:
- The Mystics meet the Jarmels (ACE Records CDCH929, 1990)
- 14 Golden Classics  (Collectables, 1994).